# Kalobittacus ramosus
Kalobittacus ramosus is een schorpioenvliegachtige uit de familie van de hangvliegen (Bittacidae). De wetenschappelijke naam van de soort is voor het eerst geldig gepubliceerd door Byers in 1958.
De soort komt voor in Panama en Costa Rica.